# (8522) 1992 ML
A (8522) 1992 ML a Naprendszer kisbolygóövében található aszteroida. Gregory J. Leonard fedezte fel 1992. június 25-én.